# Comil
Comil Ônibus S.A. es una empresa brasileña, fabricante de carrocerías de autobuses, con sede en la ciudad de Erechim, estado de Río Grande del Sur.

## Historia
El Grupo Comil, en octubre de 1985 adquirió la quiebra del fabricante de carrocerías INCASEL. Inicialmente continuó en los modelos de la antigua línea de producción, tales como los urbanos Cisne y Minuano, así como los rodoviarios Delta, Jumbo y Palladium, con varios cambios en los dibujos del diseño.
El 23 de mayo de 2003, un acontecimiento marca la compañía: La sociedad Corradi e Mascarello funda Mascarello Carrocerías e Ônibus Ltda. en la ciudad de Cascavel, Estado de Paraná, y el Grupo Comil participa junto a un grupo de empresas vinculadas al sector agroindustrial.
En 2004 se inauguró su segunda planta de producción fuera de Brasil con sede en San Luis Potosí, México.
Posteriormente, en diciembre de 2013 se abrió una planta en Lorena, en el estado de São Paulo (la cual fue un enorme predio), abandonado después de dos años.
En septiembre de 2016 se presentó una petición de cobro judicial de la justicia de Río Grande del Sur.

## Línea de Productos
Rodoviários
- Campione Invictus DD (2016-Actualidad)
- Campione Invictus HD (2016-Actualidad)
- Campione Invictus 1200 (2015-Actualidad)
- Campione Invictus 1050 (2016-Actualidad)
- Versatile Gold (2013-)

Urbanos
- Svelto 2012 (2012-)
- Doppio BRT (2013-)

Midi
- Svelto Midi II (2013-)

Micros
- Piá III Urbano (2008-)
- Piá III Rodoviário (2008-)
- Piá Saúde (2008-)

### Modelos antiguos
Micros
- Piá I (1999-2002)
- Piá II (2002-2008)
- Bella (1999)
- Bello (1999-2002)

Midi
- Svelto Midi (2009-2013)

Urbanos
- Cisne (1984-1988)
- Minuano (1985-1988)
- Svelto (1989-1995)
- Svelto II (1995-1996)
- Svelto III (1996-2000)
- Svelto IV (2000-2008)
- Svelto V (2008-2012)
- Svelto VI piso baixo (2011-2013)
- Doppio (1995-2000)
- Doppio II (2000-2008)
- Doppio III (2008-2012)

Urbanos producidos por Incasel
- Belvedere (1971-1977)
- Continental I (1970-1973)
- Continental II (1974-1978)
- Cisne (1978-1984)

Rodoviários
- Jumbo (1985-1986)
- Delta (1985-1987)
- Palladium (1986-1989)
- Condottiere ST (1989-1990)
- Condottiere 3.20 (1989-1995)
- Condottiere 3.40 (1989-1995)
- Condottiere 3.60 (1989-1992)
- Galleggiante 3.40 (1994-1998)
- Galleggiante 3.60 (1992-1998)
- Galleggiante 3.80 (1992-1998)
- Versatile 1997 (1997-2000)
- Versatile 2000 (2000-2006)
- Versatile 2006 (2006-2013)
- Campione 3.25 (1998-2005)
- Campione 3.45 (1998-2005)
- Campione 3.65 (1998-2005)
- Campione 3.85 (1998-2005)
- Campione 4.05 HD (2001-2005)
- Campione X/L (Versiones 3.25, 3.45 y 3.65)(2005-2007)
- Campione 4.05 HD Versión L (2006-2007)
- Campione Vision (Versiones 3.25, 3.45 y 3.65)(2007-2010)
- Campione 4.05 HD Vision (2007-2011)
- Campione 3.25 (2010-2016)
- Campione 3.45 (2010-2016)
- Campione 3.65 (2010-2016)
- Campione HD (2012-2016)
- Campione DD (2012-2016)

## Galería

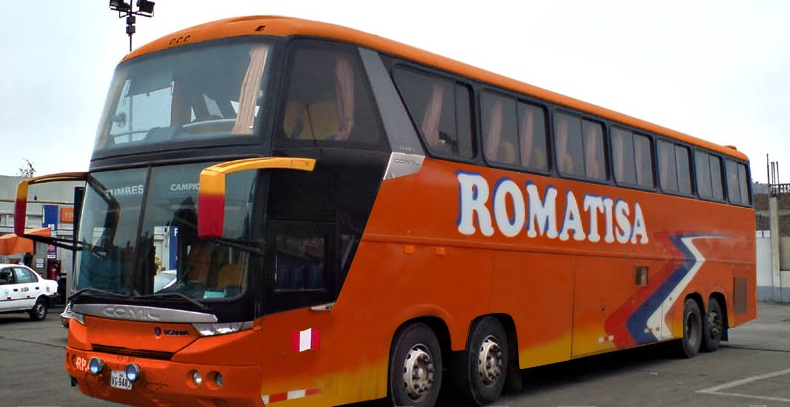
Campione 4.05 HD Vision
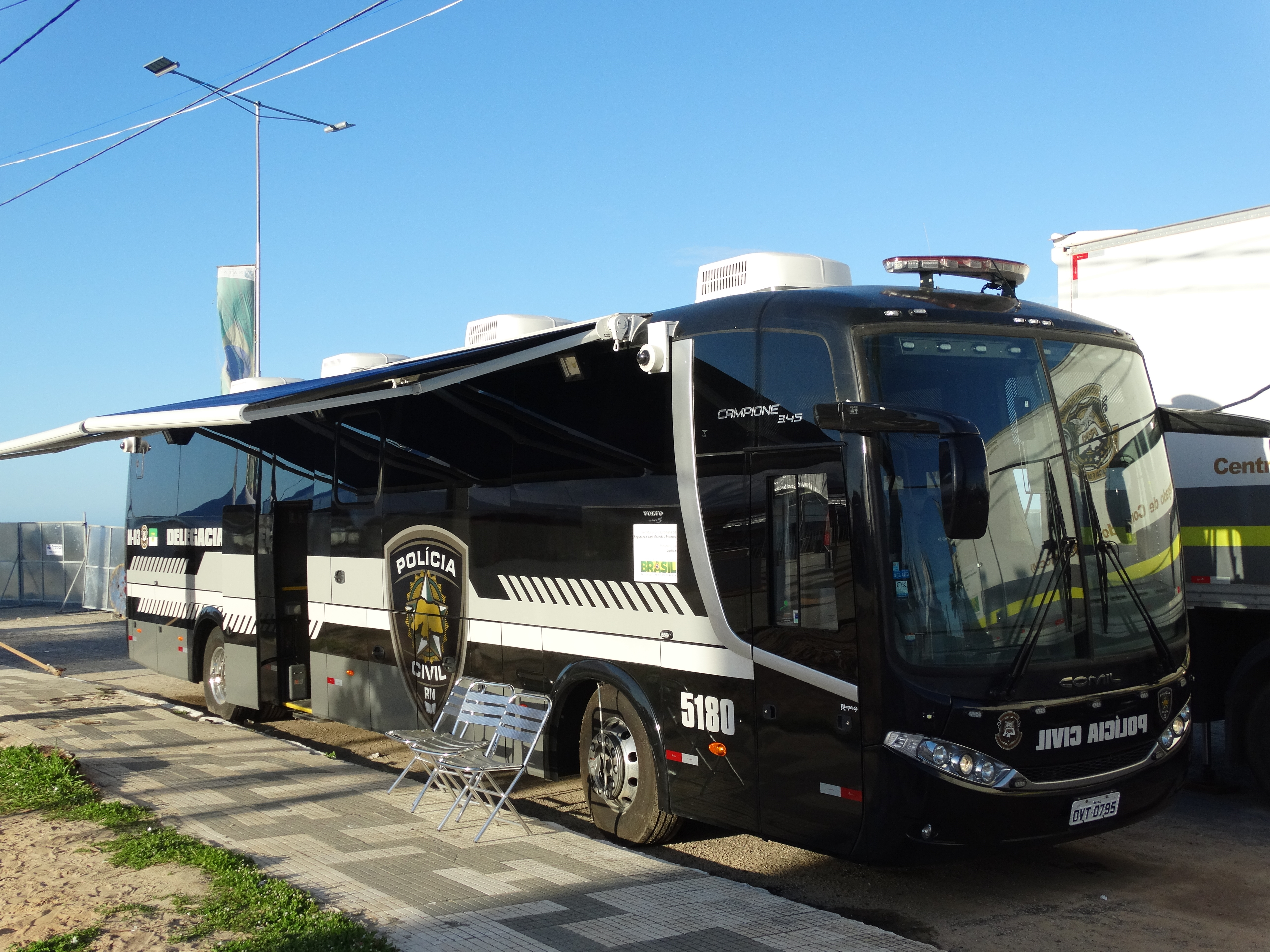
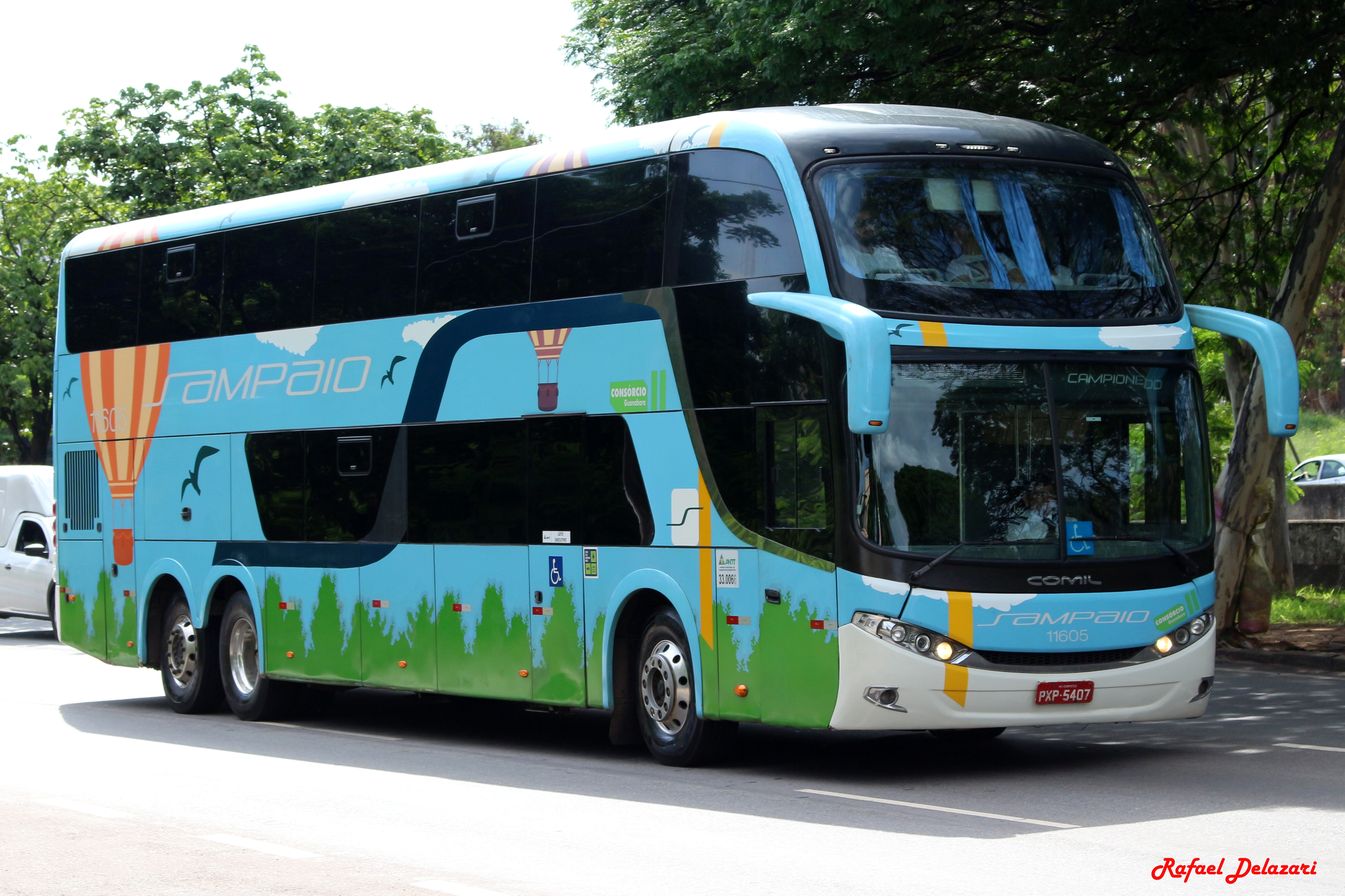
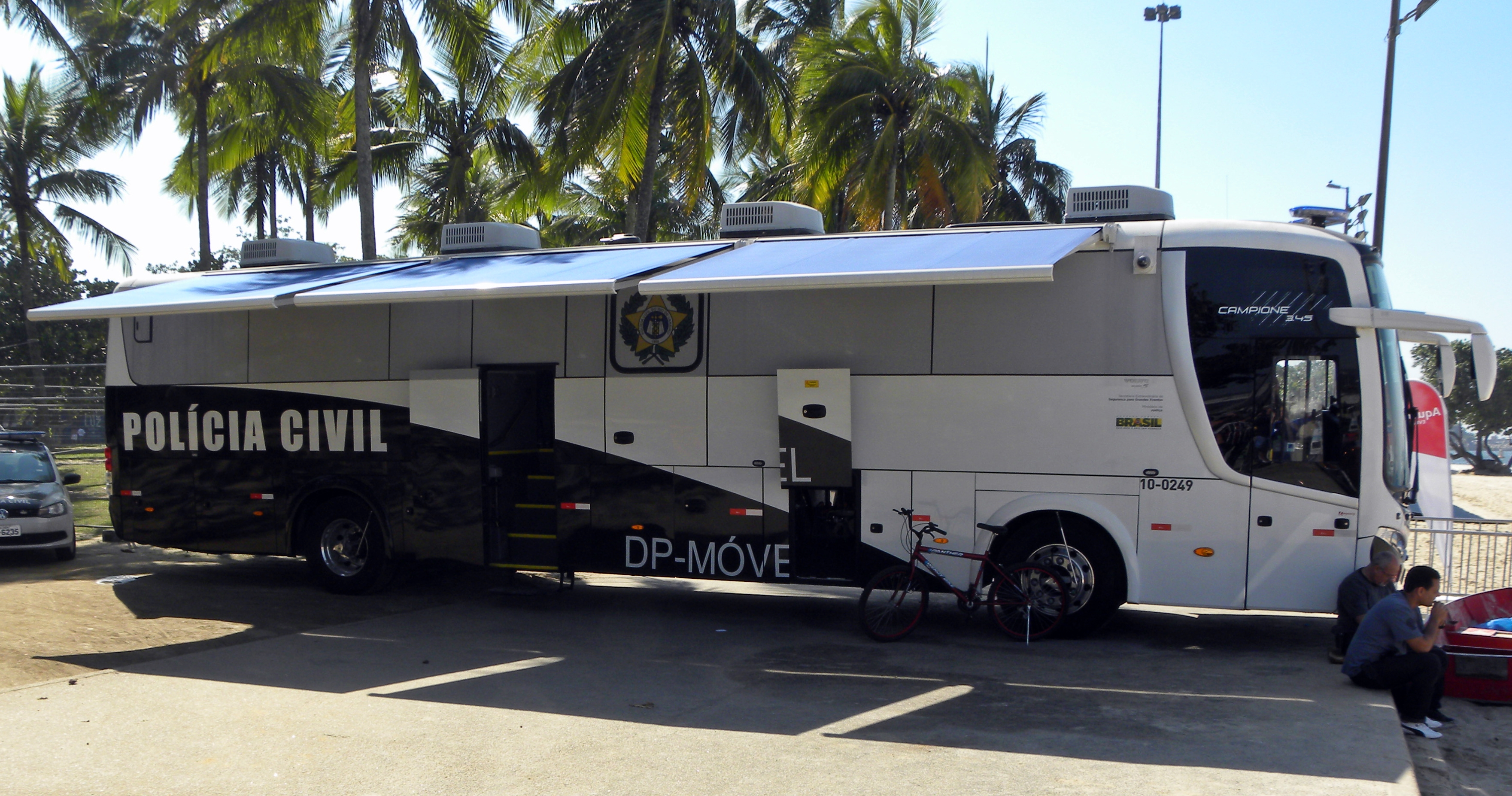
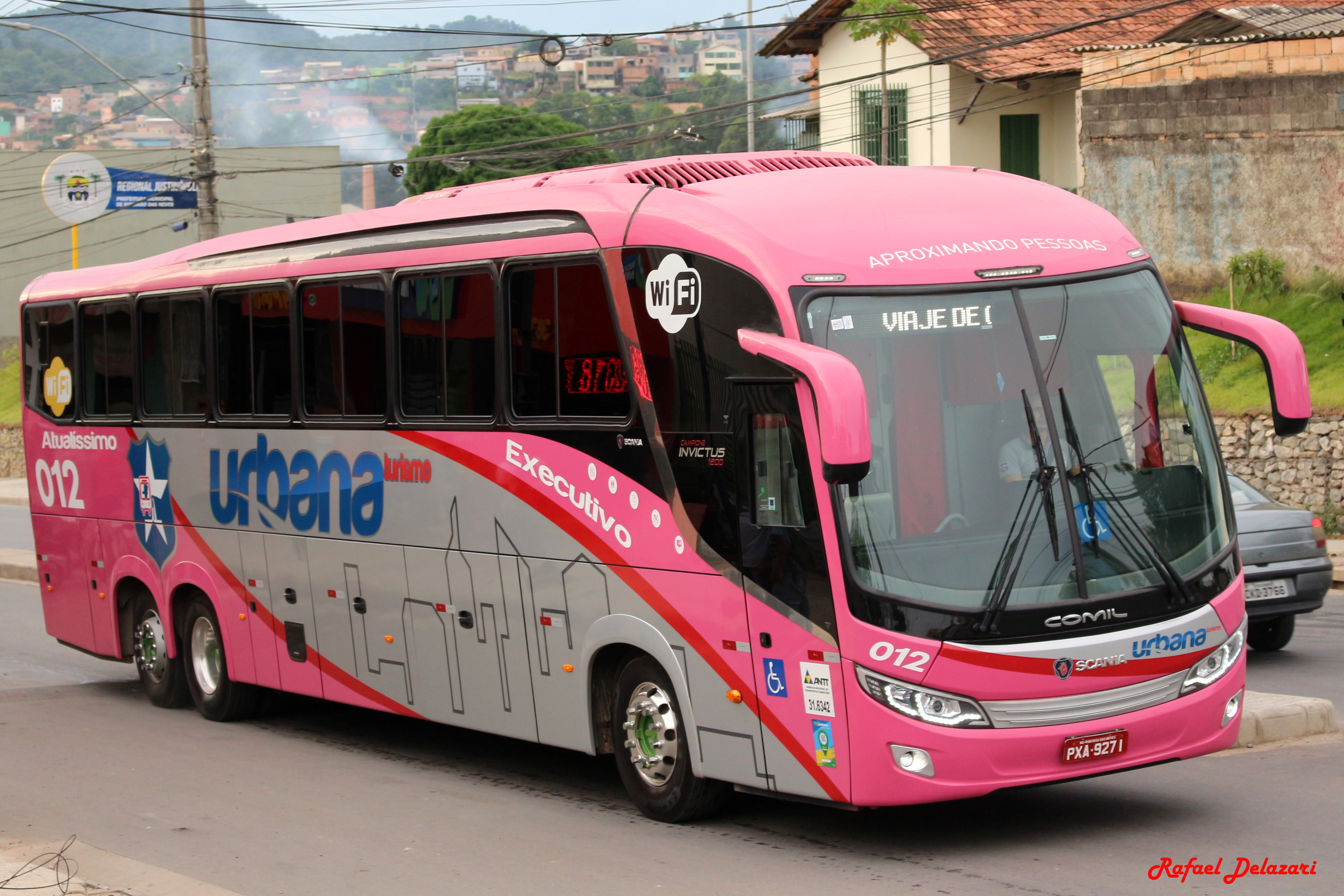
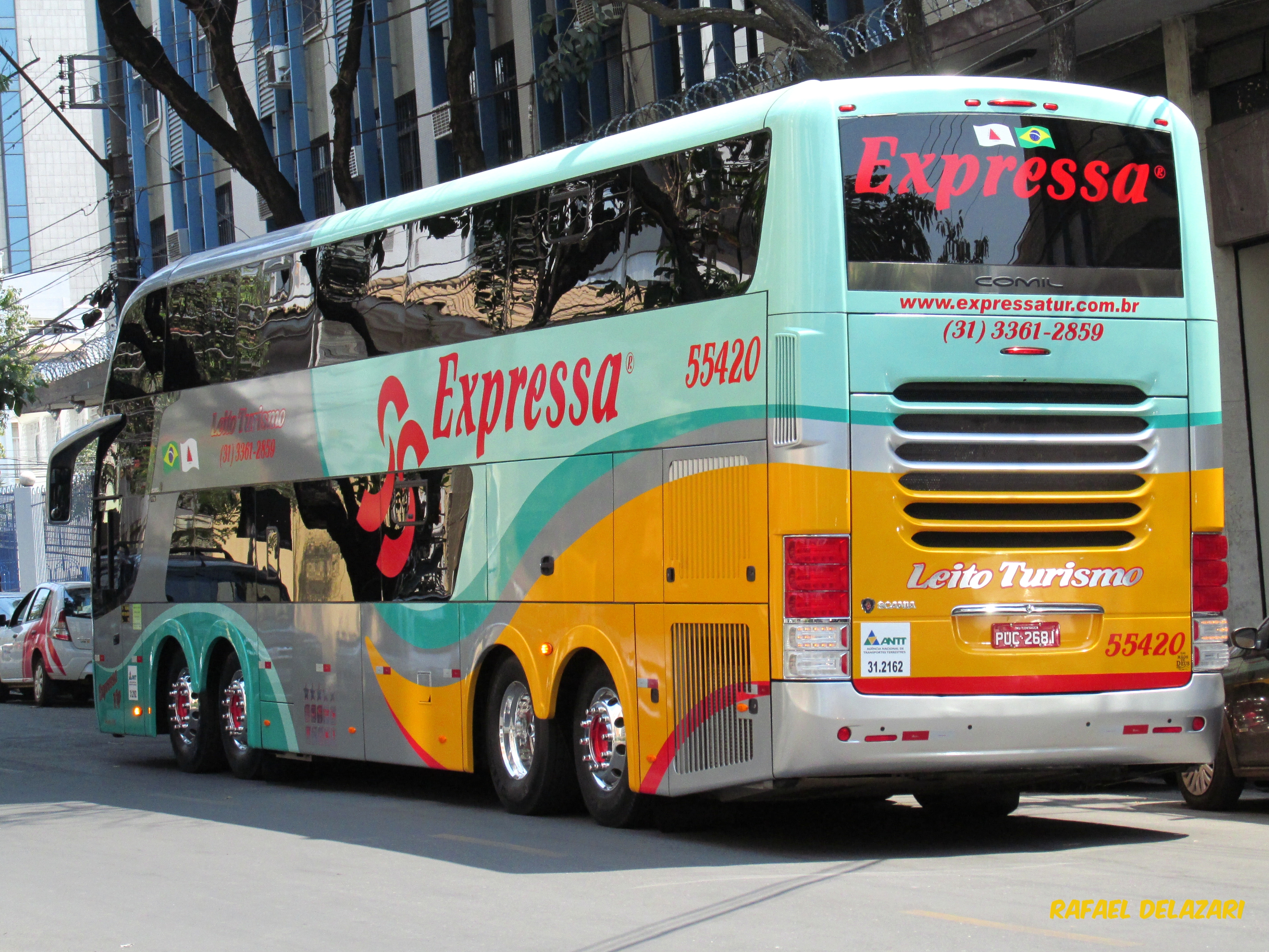
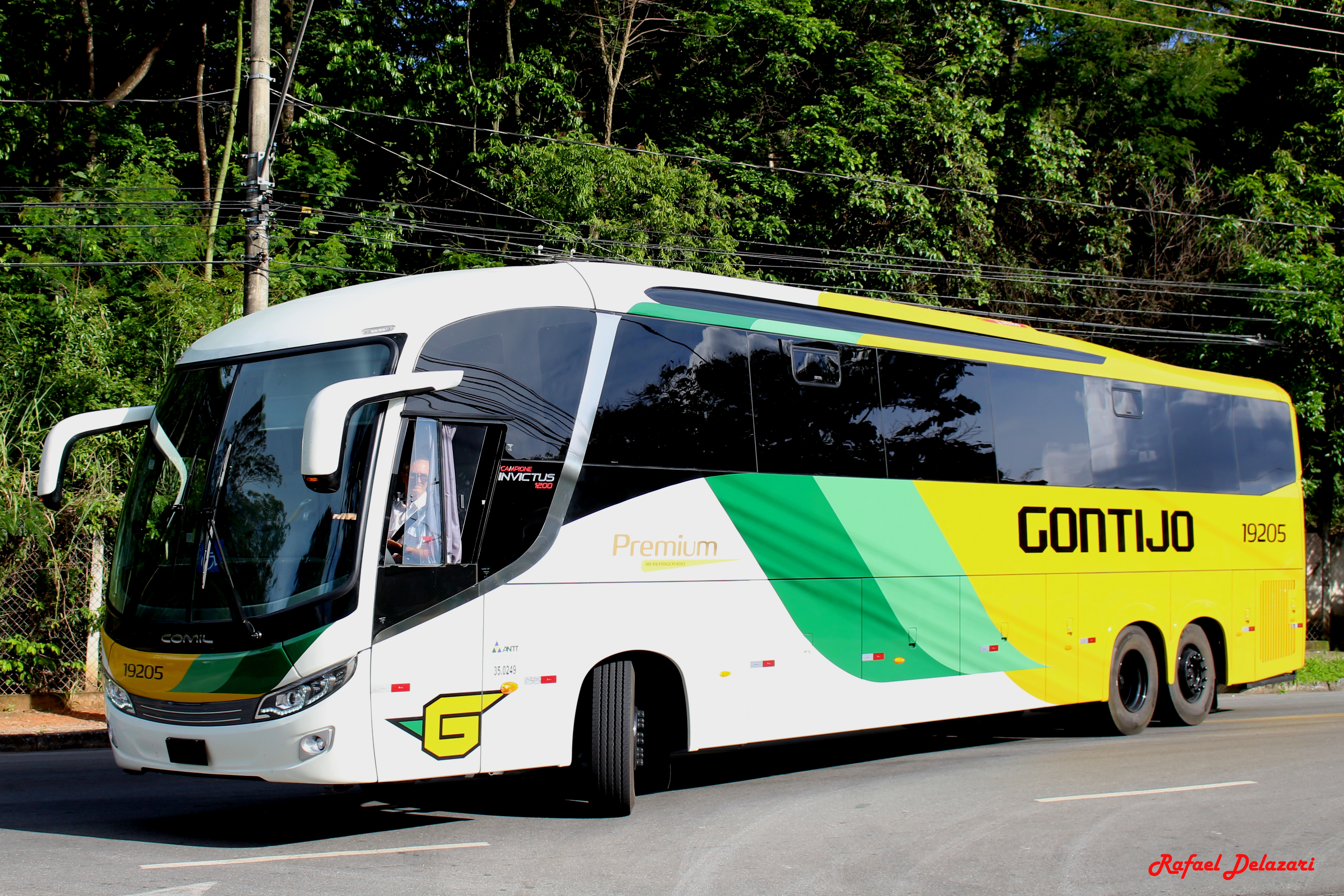
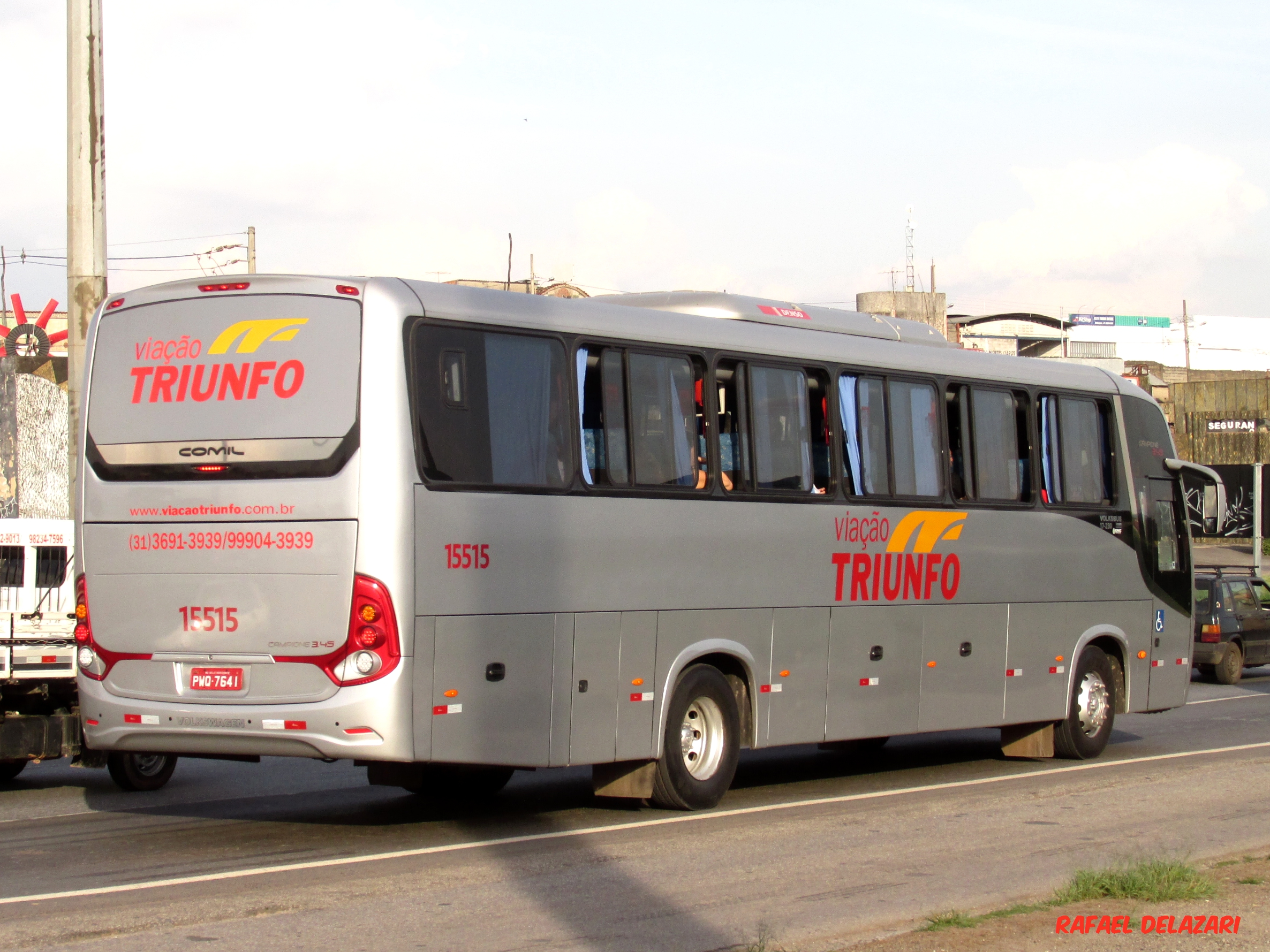